# كسمة (الرضمة)

تعديل مصدري - تعديل

كسمة محلة تابعة لقرية قرعد، التابعة لعزلة كحلان بمديرية الرضمة إحدى مديريات محافظة إب في الجمهورية اليمنية.، بلغ تعداد سكانها 41 حسب تعداد اليمن لعام 2004.